# Dan Dare
Dan Dare er en britisk science fiction-tegneserie helt skabt af illustratoren Frank Hampson. Dan Dare opstrådte i tegneseriehistorien Dan Dare, Pilot of the Future i tegnerien Eagle i 1950, og historien er dramatiseret 7 gange på Radio Luxembourg. Dan Dare har dog haft div. comeback.